# Premiul Turing
Premiul A. M. Turing este o distincție decernată anual de către Association for Computing Machinery „unei persoane alese pentru contribuțiile de natură tehnică aduse comunității informatice. Contribuțiile trebuie să aibă importanță majoră de durată în domeniul informaticii”. Adesea considerat „Premiul Nobel pentru informatică”, Premiul a primit numele lui Alan Mathison Turing, un matematician britanic care este „deseori considerat a fi părintele informaticii teoretice și inteligenței artificiale”. Distincția este însoțită de un premiu în bani de 250.000 de dolari, cosponsorizat de companiile Intel și Google.
Primul laureat a fost, în 1966, Alan Perlis, pe atunci la Universitatea Carnegie-Mellon⁠(d). Frances E. Allen de la compania IBM  a fost prima femeie care a câștigat acest premiu, în anul 2006, deci după 41 de ani de la înființarea lui.

## Laureații premiului Turing
| An   | Laureați                                             | Motivația |
| ---- | ---------------------------------------------------- | --- |
| 1966 | Alan J. Perlis                                       | Pentru influența avută în domeniul tehnicilor de programare avansate și proiectării compilatoarelor |
| 1967 | Maurice Wilkes                                       | Profesorul Wilkes este bine cunoscut drept constructorul și proiectantul lui EDSAC, primul calculator cu program stocat intern. Construit în 1949, EDSAC folosea o memorie cu linii de întârziere din mercur. Este cunoscut și ca autor, împreună cu Wheeler și Gill, al unui volum despre „Pregătirea programelor pentru calculatoare electronice digitale” din 1951, în care practic au fost introduse pentru prima oară bibliotecile de programe |
| 1968 | Richard Hamming                                      | Pentru lucrările sale în domeniul metodelor numerice, sistemelor automate de codificare și codurilor detectoare și corectoare de erori |
| 1969 | Marvin Minsky                                        | Inteligență artificială |
| 1970 | James H. Wilkinson                                   | Pentru cercetările sale în domeniul analizei numerice pentru a facilita utilizarea calculatorului digital de mare viteză, după ce a primit aprecieri și pentru calculele numerice din algebra liniară și pentru analiza erorilor |
| 1971 | John McCarthy                                        | Cursul său „The Present State of Research on Artificial Intelligence” („Starea actuală a cercetării din domeniul inteligenței artificiale”) este un subiect ce acoperă domeniul în care a obținut recunoaștere considerabilă a muncii sale |
| 1972 | Edsger W. Dijkstra                                   | Edsger Dijkstra a fost, la sfârșitul anilor 1950, principalul contribuitor la dezvoltarea ALGOL, un limbaj de programare de nivel înalt care a devenit un model de claritate și rigurozitate matematică. El este unul dintre principalii susținători ai științei și artei limbajelor de programare în general, și și-a adus masiv contribuția la înțelegerea structurii, reprezentării și implementării acestora. Lucrările publicate de el vreme de cincisprezece ani acoperă domenii extinse, de la articole teoretice din domeniul teoriei grafurilor și până la manuale, expuneri, și studii filozofice din domeniul limbajelor de programare |
| 1973 | Charles W. Bachman                                   | Pentru deosebitele contribuții aduse tehnologiei bazelor de date |
| 1974 | Donald E. Knuth                                      | Pentru contribuțiile majore aduse analizei algoritmilor și proiectării limbajelor de programare, în particular pentru contribuțiile sale la „Arta programării calculatoarelor” prin celebra sa serie de cărți cu acest titlu |
| 1975 | Allen Newell și Herbert A. Simon                     | Prin eforturi științifice conjugate, care au durat douăzeci de ani, la început în colaborare cu J. C. Shaw de la compania RAND și ulterior împreună cu numeroși colegi de la facultate și studenți de la Universitatea Carnegie-Mellon⁠(d), au adus contribuții de bază în inteligența artificială, psihologia cogniției umane și prelucrarea listelor |
| 1976 | Michael O. Rabin și Dana S. Scott                    | Pentru lucrarea lor „Automatele finite și problema deciziei lor”, care a introdus ideea de mașină nedeterministă, care s-a dovedit un concept deosebit de valoros. Lucrarea lor clasică a fost o sursă continuă de inspirație pentru lucrările ulterioare din domeniu |
| 1977 | John Backus                                          | Pentru contribuțiile sale profunde și de mare influență în domeniul proiectării sistemelor practice de programare de nivel înalt, în mod deosebit prin contribuția sa la FORTRAN, și pentru publicarea procedurilor formale de specificare a limbajelor de programare |
| 1978 | Robert W. Floyd                                      | Pentru influența sa profundă asupra metodologiilor de creare de software eficient și fiabil, precum și pentru ajutorul dat la fondarea unor importante subdomenii ale informaticii: teoria parsării, semantica limbajelor de programare, verificarea automată a programelor, sinteza automată de programe și analiza algoritmilor |
| 1979 | Kenneth E. Iverson                                   | Pentru munca de pionierat în domeniul limbajelor de programare și a notației matematice ce a avut ca rezultat limbajul de programare APL, pentru contribuțiile aduse la implementarea sistemelor interactive, la utilizarea APL în domeniul educativ, precum și la teoria și practica limbajelor de programare |
| 1980 | Charles Antony Richard Hoare                         | Pentru contribuțiile fundamentale la definirea și proiectarea limbajelor de programare |
| 1981 | Edgar F. Codd                                        | Pentru contribuțiile sale fundamentale și continue la teoria și practica sistemelor de gestiune a bazelor de date, în special baze de date relaționale |
| 1982 | Stephen A. Cook                                      | Pentru progresul pe care l-a adus într-o manieră semnificativă și profundă înțelegerii complexității calculelor |
| 1983 | Ken Thompson și Dennis M. Ritchie                    | Pentru dezvoltarea de către ei a teoriei sistemelor de operare generice și anume pentru implementarea sistemului de operare UNIX |
| 1984 | Niklaus Wirth                                        | Pentru dezvoltarea unei secvențe de limbaje de programare inovative, EULER, ALGOL-W⁠(d), MODULA și Pascal |
| 1985 | Richard M. Karp                                      | Pentru contribuțiile sale continue în domeniul teoriei algoritmilor, inclusiv pentru dezvoltarea de algoritmi eficienți pentru fluxurile de rețea și alte probleme de optimizare combinatorică, identificarea calculabilității în timp polinomial cu noțiunea intuitivă de eficiență algoritmică și, mai ales, pentru contribuții la teoria NP-completitudinii |
| 1986 | John Hopcroft și Robert Tarjan                       | Pentru realizări fundamentale în proiectarea și analiza algoritmilor și structurilor de date |
| 1987 | John Cocke                                           | Pentru contribuțiile semnificative în proiectarea și teoria compilatoarelor, arhitectura sistemelor mari și dezvoltarea calculatoarelor cu set redus de instrucțiuni (Arhitectură RISC) |
| 1988 | Ivan Sutherland                                      | Pentru contribuțiile sale vizionare și de pionierat în domeniul graficii pe calculator, începând cu Sketchpad⁠(d) și continuând |
| 1989 | William Kahan                                        | Pentru contribuțiile fundamentale în domeniul analizei numerice. Unul din cei mai de seamă experți în calculele în virgulă mobilă. Kahan s-a dedicat idealului de a „face lumea un loc sigur pentru calcule numerice.” |
| 1990 | Fernando J. Corbató                                  | Pentru munca sa de pionierat la organizarea conceptelor și la conducerea dezvoltării sistemelor de calculatoare cu utilizare generală, de scară largă, cu partajare de timp și resurse, CTSS⁠(d) și Multics⁠(d). |
| 1991 | Robin Milner                                         | Pentru trei realizări diferite și complete: 1) LCF⁠(d), mecanizarea Logicii Funcțiilor Calculabile ale lui Scott, probabil prima unealtă compusă pe baze teoretice, și totuși utilă practic, pentru construcția de demonstrații asistată de mașină; 2) ML, primul limbaj care a inclus inferența polimorfică de tip împreună cu un mecanism de tratare a excepțiilor safe typing⁠(d); 3) Analiza sistemelor de comunicare, o teorie generală a concurenței. În plus, a formulat și promovat abstracția completă, studiul relației dintre semantica operațională și cea denotațională.                                                               |
| 1992 | Butler W. Lampson                                    | Pentru contribuțiile aduse dezvoltării mediilor de calcul distribuite și personale și a tehnologiei de implementare a lor: stații de lucru, rețele, sisteme de operare, sisteme de programare, dispozitive de afișare, securitatea calculatoarelor și publicarea documentelor. |
| 1993 | Juris Hartmanis și Richard E. Stearns                | Ca recunoaștere a lucrării lor de referință care a stabilit bazele domeniului teoriei complexității computaționale. |
| 1994 | Edward Feigenbaum și Raj Reddy                       | Pentru pionieratul în proiectarea și construirea unor sisteme cu inteligență artificială de scară largă, demonstrarea importanței practice și a potențialului impact comercial al tehnologiei inteligenței artificiale. |
| 1995 | Manuel Blum                                          | Ca recunoaștere pentru contribuțiile sale la bazele teoriei complexității computaționale și la aplicarea acestora în criptografie și verificarea programelor. |
| 1996 | Amir Pnueli                                          | Pentru lucrările sale de referință carea au introdus logica temporală în informatică și pentru remarcabilele contribuții la verificarea programelor și sistemelor. |
| 1997 | Douglas Engelbart                                    | Pentru viziunea sa asupra viitorului utilizării interactive a calculatoarelor și pentru inventarea de tehnologii cheie pentru realizarea acestei viziuni. |
| 1998 | Jim Gray                                             | Pentru contribuții de referință la cercetarea bazelor de date și prelucrării tranzacțiilor și pentru conducerea tehnică în implementarea sistemelor. |
| 1999 | Frederick P. Brooks, Jr.                             | Pentru contribuții importante în domeniile arhitecturii calculatoarelor, sistemelor de operare, și ingineriei software. |
| 2000 | Andrew Chi-Chih Yao                                  | Ca recunoaștere a contribuțiilor sale fundamentale la teoria calculabilității, inclusiv la teoria generării de numere pseudoaleatoare bazată pe complexitate, criptografie, și complexitatea comunicației. |
| 2001 | Ole-Johan Dahl și Kristen Nygaard                    | Pentru ideile lor care au stat la baza apariției programării orientate obiect, prin proiectarea de către ei a limbajelor de programare Simula I și Simula 67. |
| 2002 | Ronald L. Rivest, Adi Shamir și Leonard M. Adleman   | Pentru ingenioasa lor contribuție prin care criptografia cu chei publice a devenit utilă în practică. |
| 2003 | Alan Kay                                             | Pentru ideile sale inovatoare care stau la baza limbajelor contemporane de programare orientată obiect, pentru conducerea echipei care a dezvoltat Smalltalk⁠(d) și pentru contribuțiile sale care au ajutat la progresul calculatoarelor personale. |
| 2004 | Vinton Gray Cerf și Robert Elliot Kahn               | Pentru munca de pionierat în domeniul interconectării rețelelor de calculatoare, inclusiv pentru proiectarea și implementarea protocoalelor de bază ale Internetului, TCP/IP, și pentru munca în domeniul rețelelor. |
| 2005 | Peter Naur                                           | Pentru contribuții fundamentale în domeniul proiectării limbajelor de programare și pentru definiția ALGOL 60⁠(d), în domeniul proiectării compilatoarelor, și în arta și practica programării calculatoarelor. |
| 2006 | Frances E. Allen                                     | Pentru contribuțiile de pionierat în domeniul teoriei și practicii optimizării tehnicilor de compilare care au stat la baza compilatoarelor moderne cu optimizare și execuție paralelă automată. |
| 2007 | Edmund M. Clarke, E. Allen Emerson și Joseph Sifakis | Pentru transformarea verificării modelelor într-o tehnoloogie de verificare foarte eficientă, adoptată pe scară largă în industriile de hardware și software. |
| 2008 | Barbara Liskov                                       | Pentru contribuțiile aduse la baza teoretică și practică a proiectării limbajelor de programare și sistemelor, în special cele legate de abstracția datelor, toleranța la defecte și calculul distribuit. |
| 2009 | Charles P. Thacker                                   | Pentru proiectarea și realizarea lui Alto, primul calculator personal modern; și pentru contribuțiile la Ethernet și la PC tabletă. |
| 2010 | Leslie Valiant⁠(d)                                    | Pentru contribuții transformatoare în domeniul teoriei calculului, inclusiv pentru teoria învățării probabil aproximativ corecte (PAC⁠(d)), complexitatea enumerării și a calculului algebric, și teoria calculului paralel și distribuit. |
| 2011 | Judea Pearl⁠(d)                                       | Pentru contribuții fundamentale în domeniul inteligenței artificiale prin dezvoltarea unei analize a raționamentului probabilist și cauzal. |
| 2012 | Silvio Micali⁠(d) Shafrira Goldwasser⁠(d)              | Pentru opera lor transformatoare care a fundamentat în teoria complexității știința criptografiei și care a inovat noi metode de verificare eficientă a demonstrațiilor matematice în teoria complexității. |
| 2013 | Leslie Lamport                                       | Pentru contribuții fundamentale la teoria și practica sistemelor distribuite și concurente, mai ales pentru inventarea unor concepte ca cel al cauzalității și al ceasurilor logice, siguranță și liveness, mașini de stări replicate și consistență secvențială. |
| 2014 | Michael Stonebraker⁠(d)                               | Pentru contribuții fundamentale la conceptele și practicile ce stau la baza sistemelor moderne de baze de date. |
| 2015 | Martin Hellman Whitfield Diffie                      | Pentru contribuții fundamentale în criptografia modernă. Articolul inovator al lui Diffie și Hellman, „Noi direcții în criptografie”, din 1976, a introdus ideile de criptografie cu chei publice și semnătură electronică, ce stau la baza majorității protocoalelor frecvent utilizate astăzi în internet. |
| 2016 | Sir Tim Berners-Lee                                  | Pentru crearea World Wide Web, a primului browser, a protocoalelor și algoritmilor fundamentali care au contribuit la dezvoltarea internetului. |